# Staples (Teksas)
Staples – miasto w Stanach Zjednoczonych, w stanie Teksas, w hrabstwie Guadalupe.